# Corticarina nakanei
Corticarina nakanei es una especie de coleóptero de la familia Latridiidae.

## Distribución geográfica
Habita en Japón.